# Phimeanakas

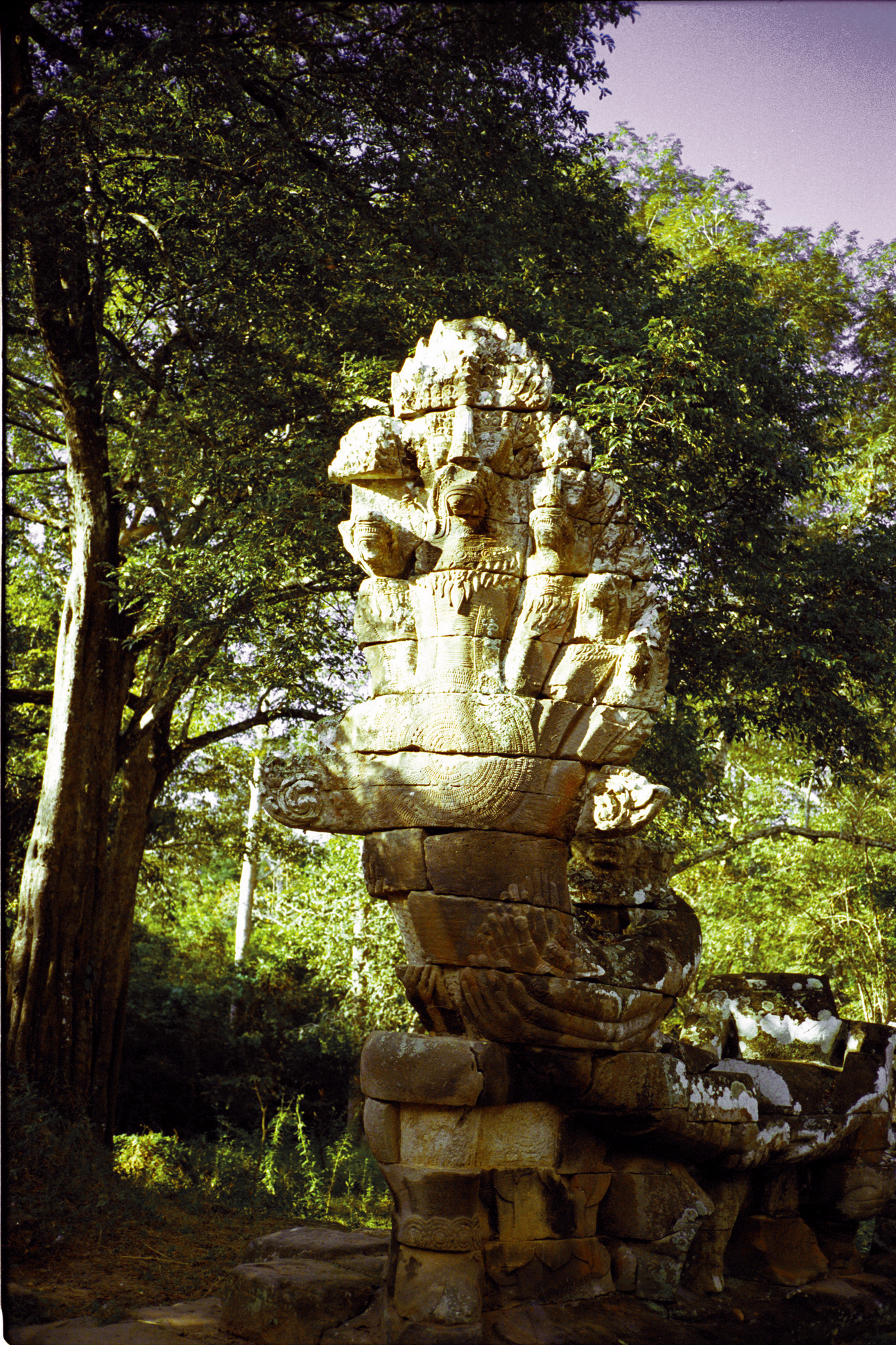
Un Nāga

Phimeanakas ('tempio celestiale') ad Angkor, in Cambogia, è un tempio Hindu in stile Khleang. Costruito alla fine del decimo secolo, durante il regno di Rajendravarman II (dal 941 al 968), fu poi ricostruito come tempio Hindu da Suryavarman II a forma di piramide a tre livelli. Sulla sommità c'era un tempo una torre.
Secondo una leggenda, il re passava la prima parte di ogni notte nella torre con una ragazza Nāga, e durante questo incontro, nemmeno la regina poteva intromettersi. Solo durante la seconda parte della notte il re ritornava a palazzo dalla regina.
Se una notte il nāga non fosse venuto, allora il re avrebbe avuto i giorni contati; se invece era il re a non andare all'incontro, una calamità sarebbe caduta sulla sua terra.

## Descrizione
Il piccolo tempio rettangolare con una base di 34,5 × 27,6 m e un'altezza di 11,7 M è in parte costituito da blocchi di arenaria, costruito su una piramide di laterite a 3 livelli sormontata da un unico Prasat, presumibilmente la cupola del tempio era dorata (nella tradizione Mons)